# Isleño
Pour Isleño, langue amérindienne de Californie, voir Chumash insulaire.

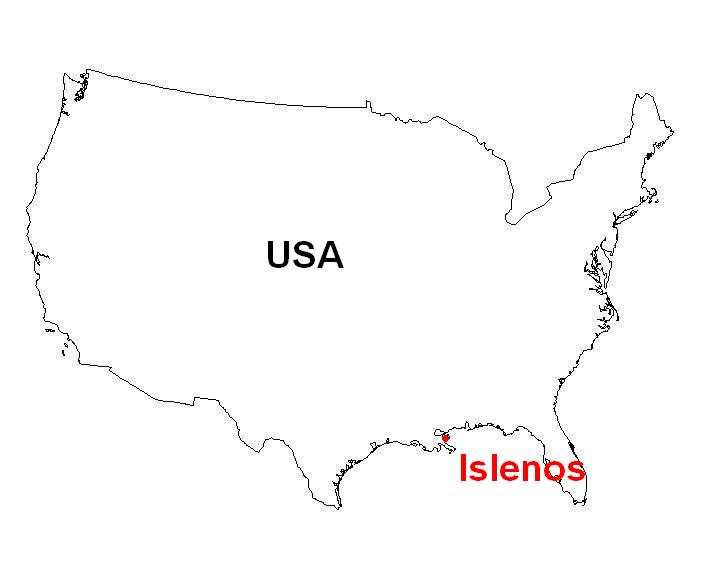
La principale communauté des Isleños dans la paroisse de Saint-Bernard en Louisiane.

Isleño (« îlien » en français) est un terme qui désigne les émigrants espagnols originaires des îles Canaries qui furent installés en Louisiane française durant la période espagnole à la fin du XVIIIe siècle.
Entre 1778 et 1783, 2373 colons venant des Canaries s'installèrent en Louisiane française et au Texas où ils fondèrent la ville de San Antonio qui n'était avant leur installation qu'une mission religieuse et un poste avancé de l'empire espagnol.
En 1780, un certain nombre d'« Isleños », colons espagnols appelé « Îlois » par les Franco-Louisianais, s'installèrent en Louisiane, notamment sur le territoire de la Paroisse de Saint-Bernard et plus précisément sur la zone non incorporée de Delacroix lors de la période espagnole de la Louisiane. Ils nommèrent leur domaine « La Concepción ». 
Au début du XIXe siècle, après le départ des autorités espagnoles, « La Concepción » fut rebaptisée « Terre aux Bœufs » par les Franco-Louisianais.
Les Isleños continuèrent à vivre et à conserver leur dialecte espagnol des Canaries au sein de leur communauté, malgré l'environnement francophone, puis plus tard anglophone.